# 哈爾科夫地鐵
哈爾科夫地鐵（羅馬化：Kharkivskyi metropoliten）是烏克蘭第二大城市哈爾科夫的地鐵系統。哈爾科夫地鐵動工於1968年7月15日，在1975年8月23日竣工通車，成为烏克蘭第2、苏联第6个地铁系统。現在哈爾科夫地鐵擁有三條路線，總長度達38.7公里，車站數達30個。2018年，哈爾科夫捷運有2.23億次乘客乘坐。

## 历史
哈尔科夫地铁最初是哈尔科夫作为苏联加盟国烏克蘭蘇維埃社會主義共和國首都时规划的，但是1934年烏克蘭蘇維埃社會主義共和國首都迁往基辅，加上二战期间城市受到严重破坏，地铁计划因此被停止。直到20世纪中叶，由于公共交通系統不堪负荷，1962年烏克蘭共產黨哈爾科夫地區委員會第一書記尼古拉·亞歷山德羅維奇·索博爾提出修建地鐵的要求。起初這個問題千方百計地拖延，但許多政府官員在代表大會和會議上發言，指出地鐵建設的迫切需要。
1965年蘇聯部長會議同意开始对哈爾科夫地鐵进行計劃，1968年哈爾科夫地铁开始建设，1975年8月23日，哈尔科夫地铁的首段冷山－工廠線的10.4公里、8個車站开通，成为烏克蘭第2、苏联第6个地铁系统。继冷山－工廠線之后第2条地铁薩爾季夫線于1984年开通，3号线阿列克謝耶夫線则于乌克兰独立后的1995年开通，与旧苏联多数城市不同，苏联解体的动荡，并未严重影响哈爾科夫地铁的建设。
2009年9月30日哈爾科夫地鐵由国营公司转手给哈尔科夫市政府所有。2016年8月25日哈尔科夫地铁阿列克謝耶夫線延长，哈尔科夫地铁达到目前的规模，同时作为去共产主义化的一部分，哈爾科夫地鐵自2015年开始陆续更改带有共产主义色彩的车站站名。
2020年3月17日，因新冠病毒疫情，哈尔科夫地铁宣布关闭。2020年5月25日，哈尔科夫地铁重新开放，并要求乘客佩戴口罩。2022年俄罗斯入侵乌克兰后，地铁站体被用作防空洞使用数月。2022年5月19日，哈尔科夫市长伊霍尔·捷列霍夫宣布，哈尔科夫地铁重新开始运营，希望民眾搬离地铁站体回家居住，下图为遭俄军破坏的哈尔科夫地铁。

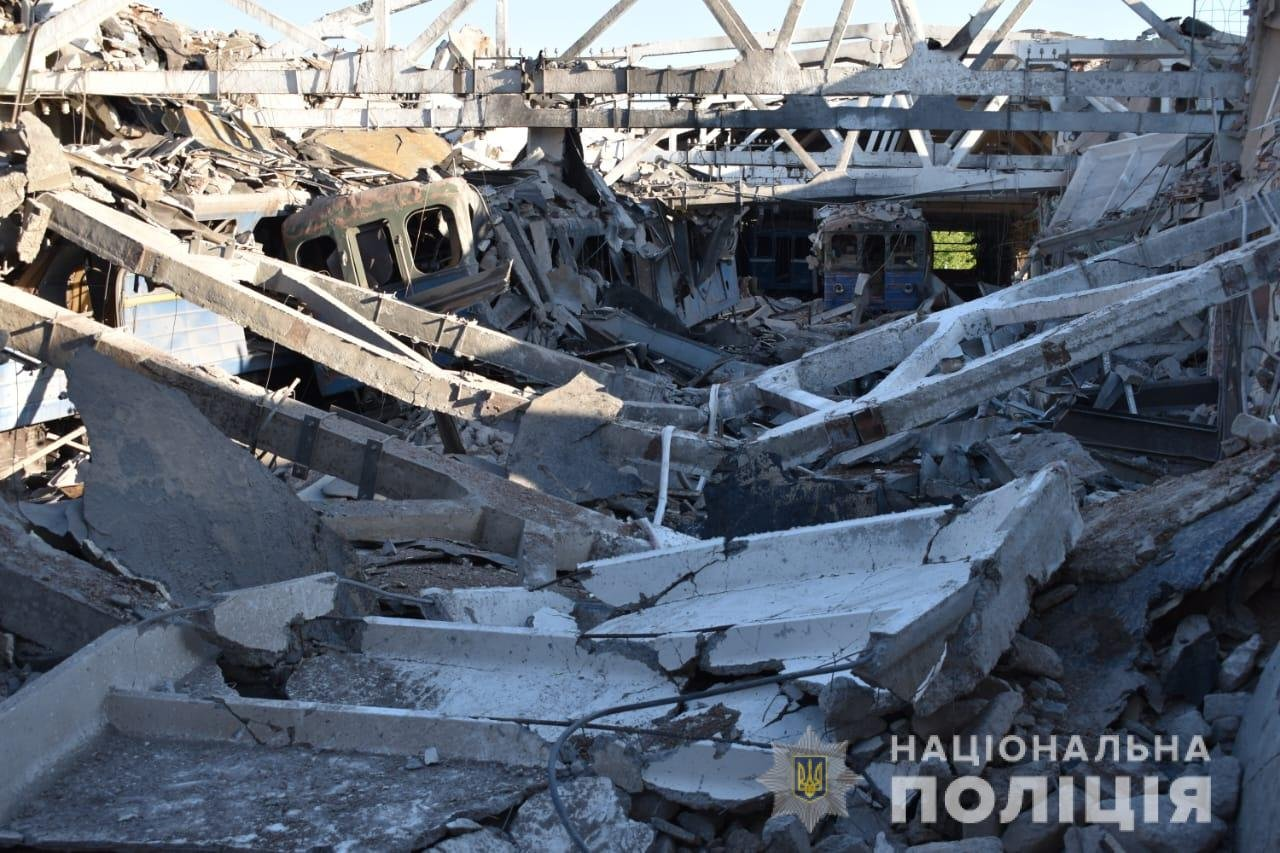
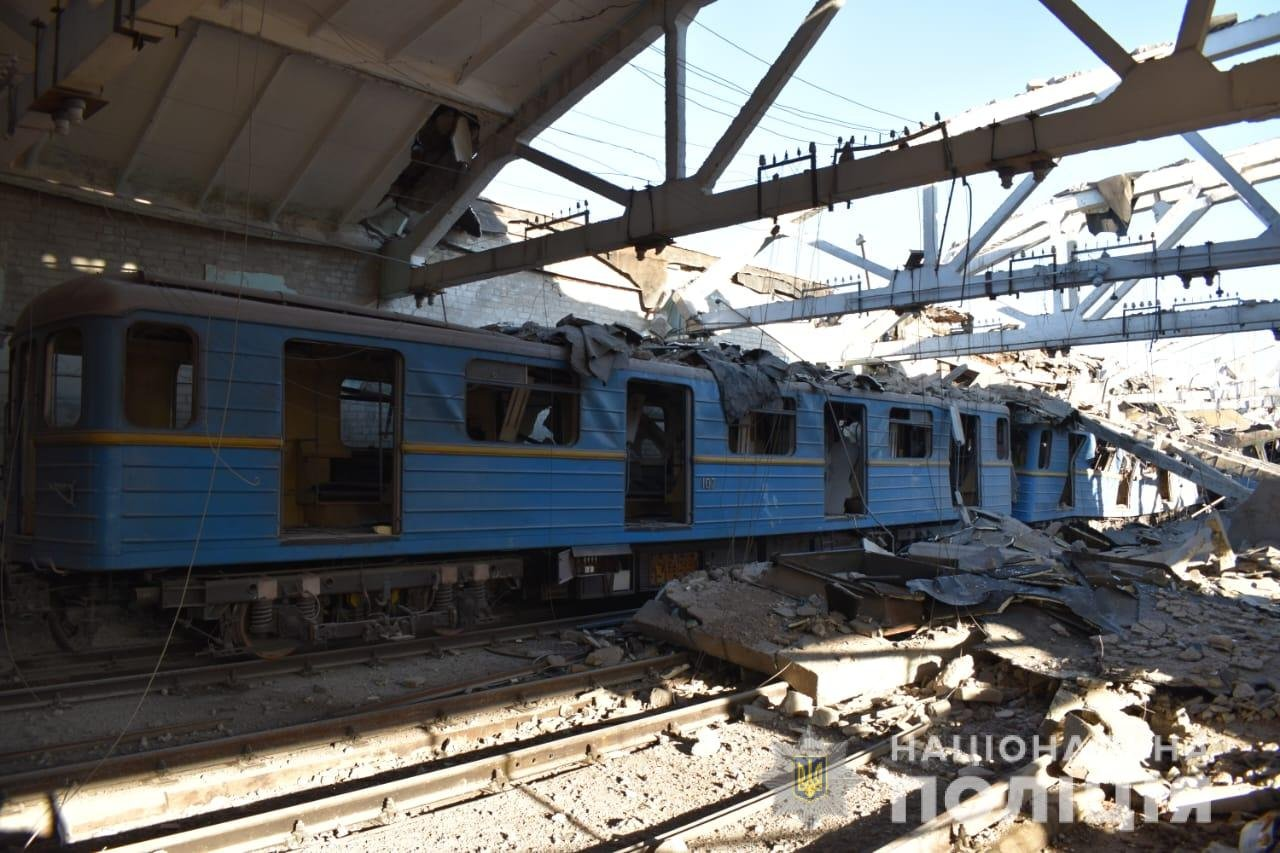
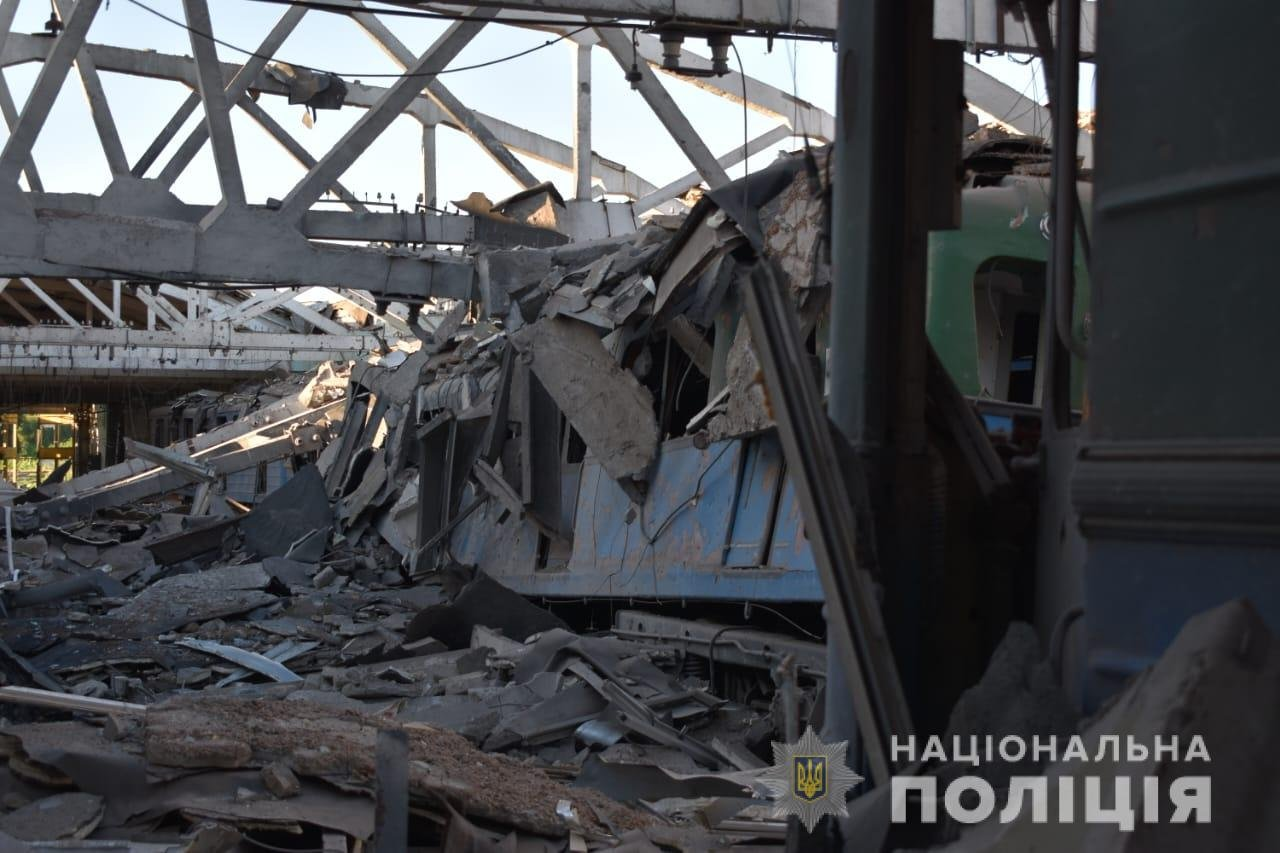
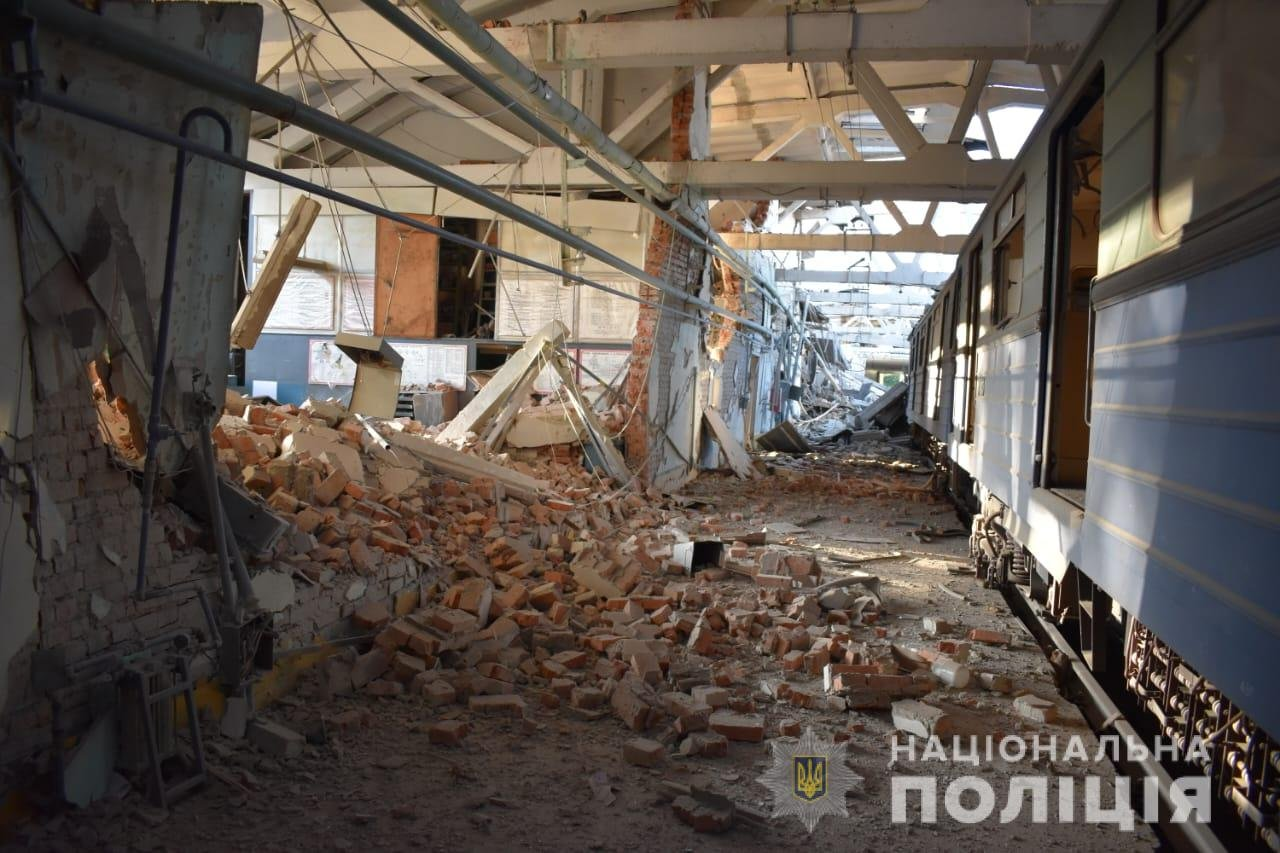

## 路线
哈尔科夫地铁線路呈三角布局，所有樞紐站均位於市中心，每條線路都有兩個换乘站將其與其他兩條線路連接，線路呈放射狀延伸，這是許多前蘇聯地鐵系統的經典設計。
| #    | 路線名         | 起讫站                | 通車 | 長度 （km） | 車站數 |
| ---- | -------------- | --------------------- | ---- | ----------- | ------ |
| 1    | 冷山－工廠線   | 冷山 - 工業           | 1975 | 17.26       | 13     |
| 2    | 薩爾季夫線     | 歷史博物館 - 劳工英雄 | 1984 | 10.46       | 8      |
| 3    | 阿列克謝耶夫線 | 地鐵建設者 - 胜利     | 1995 | 10.98       | 9      |
| 合計 | 合計           | 合計                  | 合計 | 38.7        | 30     |

### 未来计划
哈尔科夫地铁各路线都有延长计划，但目前所有计划都只进行纸上规划，没有进入实质建设阶段。其中阿列克謝耶夫線南延敖德薩站是目前计划中预计首先实施的项目，在2021年时烏克蘭財政部副部長曾表示会在2025年完成南延敖德薩站计划，后续阿列克謝耶夫線还计划继续南延至哈爾科夫國際機場。除了既有路线外，哈尔科夫地铁还规划第四条路线，该路线为一条环线，计划在阿列克謝耶夫線南延和薩爾季夫線延长工程之后建设。

## 车辆
哈尔科夫地铁车辆制造商有俄罗斯的地鐵車輛機械製造廠和烏克蘭的克留科夫鐵路車輛製造廠，目前有以下列车：
| 系列           | 型號           | 外觀 | 運用年 | 載客量                       | 説明                                                                         |
| -------------- | -------------- | ---- | ------ | ---------------------------- | ---------------------------------------------------------------------------- |
| Ezh3型         |                |      | 1975   | 264                          | 2017年翻新后的列车型号改为81-710.1。                                         |
| Em型           | Em-508T        |      | 1977   | 264                          |                                                                              |
| 81-717/714型   | 81-717/714     |      | 1983   | 81-717：309人/ 81-714：330人 | 81-717為頭車；81-714為中間車。.5使用了更現代的電氣設備。                     |
| 81-717/714型   | 81-717.5/714.5 |      | 1989   | 81-717：309人/ 81-714：330人 | 81-717為頭車；81-714為中間車。.5使用了更現代的電氣設備。                     |
| 81-718/719型   |                |      | 1993   | 81-718：308人/ 81-719：330人 | 81-718為頭車；81-719為中間車。                                               |
| 81-7036/7037型 |                |      | 2015   | 322                          | 克留科夫鐵路車輛製造廠製造，购买自基辅地铁，81-7036為頭車；81-7037為中間車。 |

## 营运資訊

### 营运时间
哈尔科夫地铁每日5：30开始营运，隔日0：00关闭车站，末班车于0：10发车，特殊节日终日运营。

### 票务
哈尔科夫地铁单程票的统一票价为8格里夫纳。
乘车费用可以通过以下方式支付：
- 纸质条形码门票
- 非接触式卡电子客票

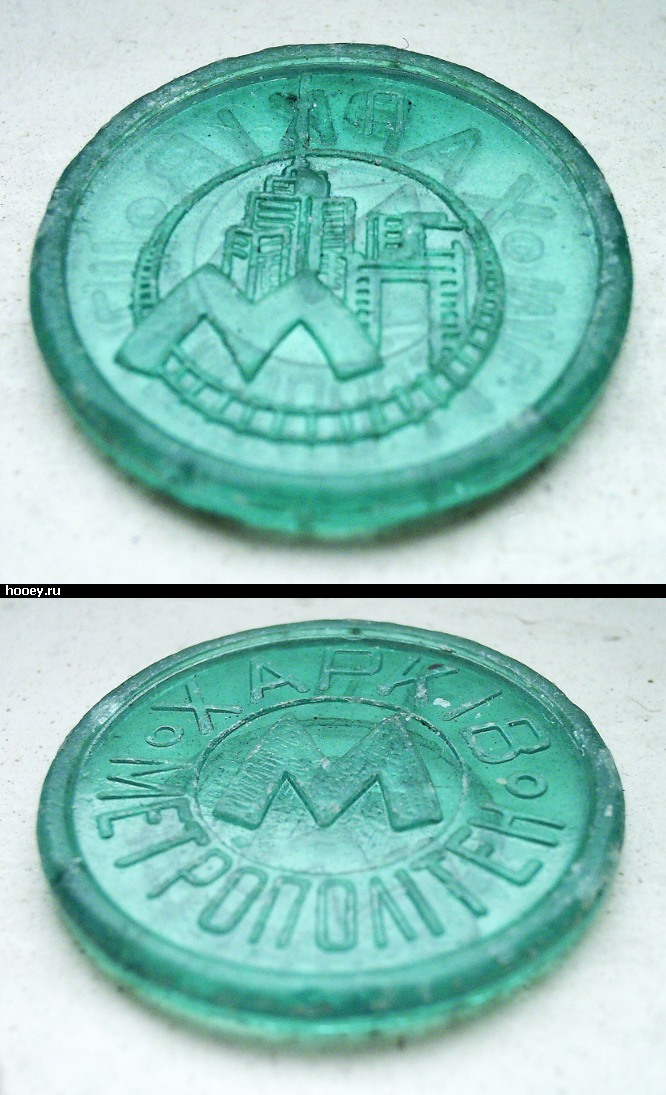
地铁車票

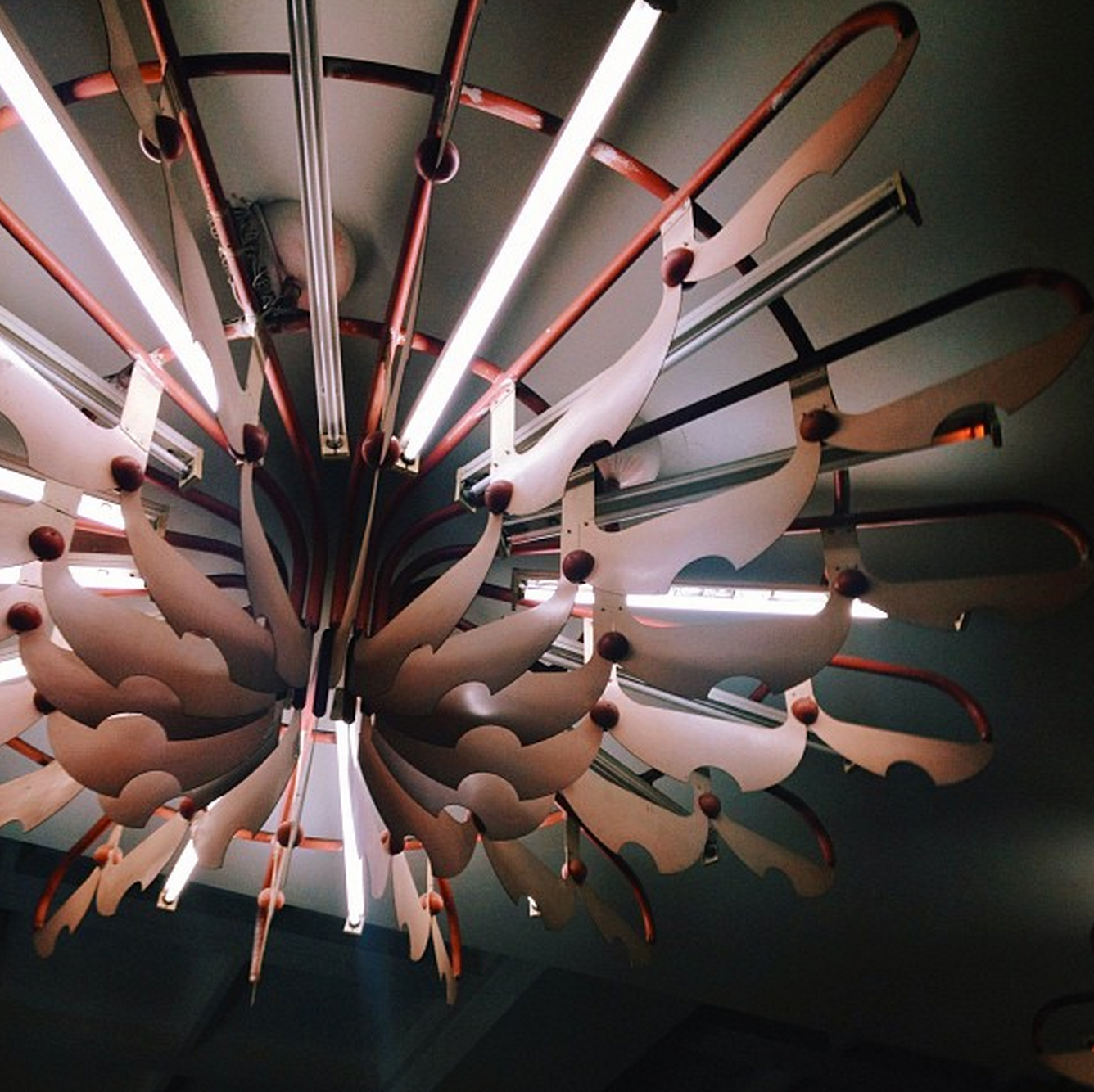
哈爾科夫地鐵與別的蘇聯城市相比不算華麗，但仍有許多70年代風格的簡潔裝飾

- 非接触式银行卡（以及智能手机或其他支持NFC的设备）

## 引用
1. 1 2  . kh.ukrstat.gov.ua.   [2023-09-08]. （原始内容存档于2023-09-08） （乌克兰语）.
2. ↑   [Main technical and operational specifications for Subways for Year 2013.] (PDF). asmetro.ru. Международная Ассоциация "Метро" [International Association of Metros]: 1,3. 2013  [2014-05-13]. （原始内容 (pdf)存档于2016-10-07） （俄语）.
3. 1 2  . Мир метро. 2016-05-31  [2023-09-08]. （原始内容存档于2023-03-09） （俄语）.
4. ↑  . gortransport.kharkov.ua.   [2023-09-08]. （原始内容存档于2023-04-18） （俄语）.
5. ↑  . gortransport.kharkov.ua.   [2023-09-08]. （原始内容存档于2023-04-18） （俄语）.
6. 1 2  . gortransport.kharkov.ua.   [2023-09-08]. （原始内容存档于2023-04-18） （俄语）.
7. ↑  . www.city.kharkiv.ua.   [2022-07-27]. （原始内容存档于2023-08-26）.
8. ↑  . www.unian.info.   [2022-07-27]. （原始内容存档于2022-07-27） （英语）.
9. ↑  . the Guardian. 2022-05-05  [2022-07-27]. （原始内容存档于2022-07-24） （英语）.
10. ↑  Beaubien, Jason. . NPR. 2022-05-19  [2022-07-27]. （原始内容存档于2022-07-31） （英语）.
11. 1 2 3 4  .   [2018-08-11]. （原始内容存档于2019-10-12） （乌克兰语）.
12. ↑  . Status Quo. 2023-09-08  [2023-09-24]. （原始内容存档于2021-04-10） （俄语）.
13. ↑  . Вечірній Харків. 2013-06-17  [2023-09-24]. （原始内容存档于2013-11-07） （俄语）.
14. ↑  . transphoto.org.   [2023-09-09]. （原始内容存档于2023-04-18） （俄语）.
15. 1 2  . vecherniy.kharkov.ua. 2015-07-01  [2023-09-09]. （原始内容存档于2023-04-18） （乌克兰语）.

## 外部連結
- （乌克兰語） 官方网站